# Ludowika Jakobsson
Ludowika Antje Margarethe Jakobsson, född Eilers 25 juli 1884 i Berlin, Tyskland, död 1 november 1968 i Helsingfors, var en finländsk konståkare som tog ett olympiskt guld i Antwerpen 1920 och silver Chamonix 1924 i paråkning. Hennes medtävlande i par var hennes man Walter Jakobsson. Hon var den enda tävlande i Antwerpen som var född i Tyskland. Hon var även domare i konståkning vid olympiska spelen i Garmisch-Partenkirchen 1936.